# Hogna maroccana
Hogna maroccana este o specie de păianjeni din genul Hogna, familia Lycosidae. A fost descrisă pentru prima dată de Roewer, 1960.
Este endemică în Morocco. Conform Catalogue of Life specia Hogna maroccana nu are subspecii cunoscute.